# Turdoides hindei
El turdoide de Hinde (Turdoides hindei) es una especie de ave paseriforme de la familia Leiothrichidae endémica de Kenia.

## Distribución y hábitat
Se encuentra únicamente en las montañas del interior de Kenia, en las laderas de los montes Aberdare y monte Kenia. Su hábitat es el matorral húmedo de montaña.